# Manzana
La manzana o poma es la fruta comestible de la especie Malus domestica, el manzano común. Es una fruta pomácea de forma redonda y sabor dulce o agrio.
Los manzanos se cultivan en todo el mundo y son las especies más utilizadas del género Malus. El árbol se originó en Asia Central, donde su ancestro salvaje, Malus sieversii, todavía se encuentra hoy en día. Las manzanas se han cultivado durante miles de años en Asia y Europa y fueron llevadas a América por colonos europeos. Las manzanas tienen un significado religioso y mitológico en muchas culturas, incluyendo la tradición nórdica, griega y cristiana europea.
Los manzanos son grandes si se cultivan a partir de semillas. Generalmente, los cultivares de manzana se propagan injertando en portainjertos, que controlan el tamaño del árbol resultante. Hay más de 7000 cultivares conocidos de manzanas con diferentes características. Existen cultivares que producen frutos adecuados para cocinar, consumir crudos o la producción de sidra. Tanto árboles como frutos son susceptibles de padecer enfermedades, como hongos, bacterias y plagas de parásitos, que se pueden controlar por  medios orgánicos y no orgánicos. En 2010, el genoma del fruto fue secuenciado como parte de la investigación sobre el control de enfermedades y la reproducción selectiva en la producción de manzanas.
La producción mundial de manzanas en 2018 fue de 86 millones de toneladas, y China representa casi la mitad del total.

## Descripción

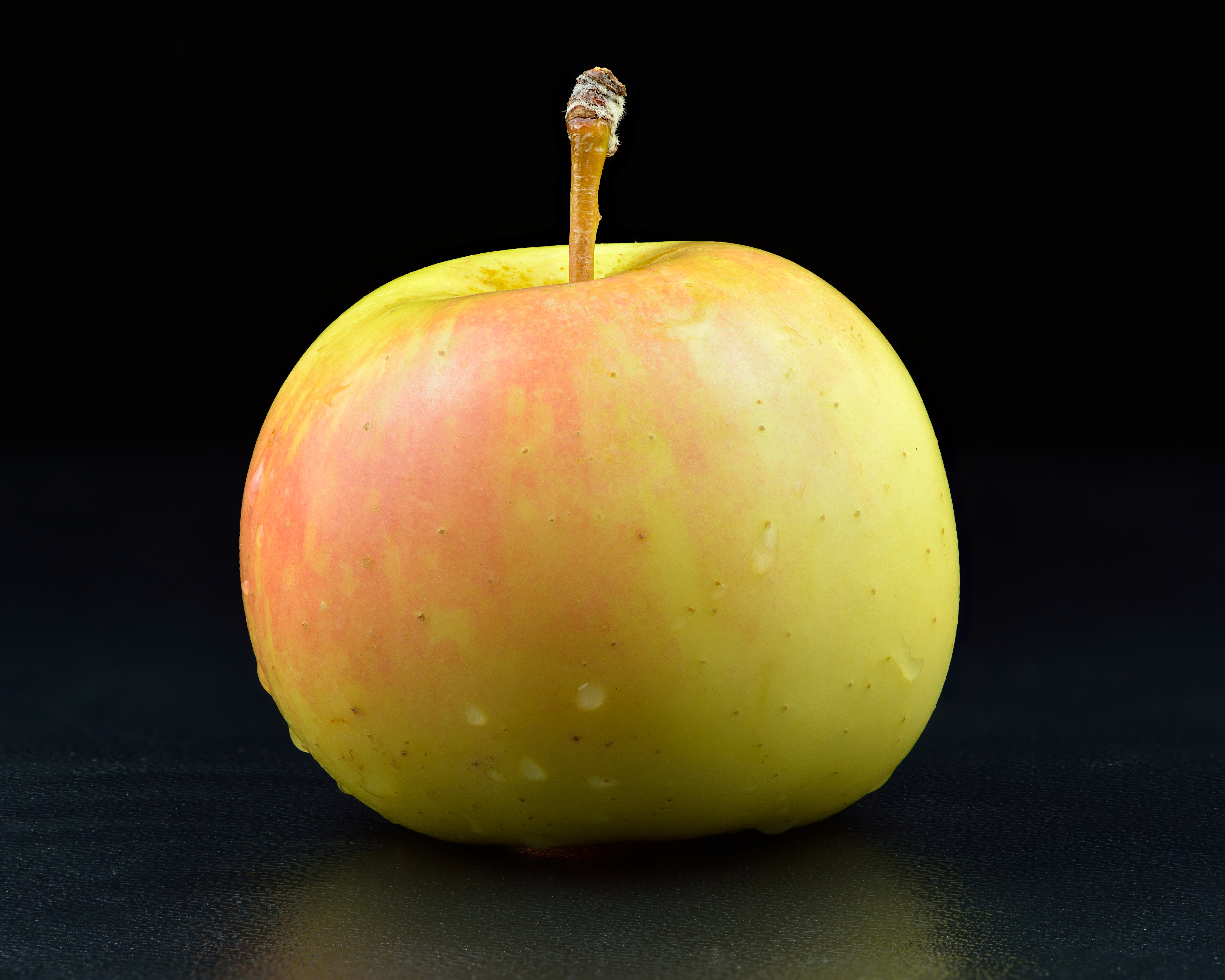
Manzana

La manzana procede de un árbol caducifolio, generalmente de 2 a 4,5 m de altura en cultivo y hasta 9 m en la naturaleza. Cuando se cultiva, el tamaño, la forma y la densidad de la rama se determinan mediante el método de selección y recorte de portainjertos. Las hojas, de color verde oscuro, son óvalos simples con márgenes cerrados y se inclinan ligeramente hacia abajo; se disponen a lo largo de la rama de forma alterna.
La floración se produce en primavera, simultáneamente con la aparición de las hojas. Las inflorescencias son en forma de cima con cuatro a seis flores. Cada flor mide de 3 a 4 cm de diámetro, con cinco pétalos de color blanco teñidos de color rosa, que se difumina gradualmente. La flor central se suele llamar "flor del rey" porque se abre la primera y puede desarrollar una fruta más grande.

Anatomía de la manzana, flor y fruto comparados

Los frutos maduran a finales del verano u otoño, y alcanzan muy diferentes tamaños dependiendo del cultivar. Los cultivadores tienen como objetivo producir manzanas de 7 a 8,5 cm de diámetro, debido a la preferencia del mercado. Algunos consumidores, especialmente los de Japón, prefieren manzanas aún más grandes, mientras que las que están por debajo de 5,5 cm se utilizan generalmente para hacer jugo y tienen poco valor de mercado para su consumo en crudo. La piel de las manzanas maduras es generalmente roja, amarilla, verde, rosa u oxidada, aunque se pueden encontrar muchos cultivares bi o tricolores. La piel está cubierta por una capa protectora de cera epicuticular. Puede estar total o parcialmente oxidada, es decir, áspera y marrón. El exocarpo (carne) es generalmente de color blanco amarillento pálido, aunque también se producen exocarpos rosados o amarillos.

### Ancestro silvestre
El ancestro silvestre original de Malus domestica fue Malus sieversii, distribuido en las montañas de Asia Central en el sur de Kazajistán, Kirguistán, Tayikistán, y Xinjiang, China. El cultivo de la especie, probablemente comenzando en los flancos boscosos de las montañas Tian Shan, progresó durante un largo período y permitió la introgresión secundaria de genes de otras especies en las semillas de polinización abierta. El intercambio significativo con Malus sylvestris, los manzanos silvestres, dio lugar a poblaciones actuales de manzanas más relacionadas con los manzanos silvestres que con el progenitor morfológicamente más similar, Malus sieversii. En cepas sin mezcla reciente predomina la aportación de esta última.

### Genoma
En 2010, un consorcio liderado por Italia anunció que había secuenciado el genoma completo de la manzana en colaboración con genómicos hortícolas en la Universidad Estatal de Washington, usando 'Golden Delicious'. Tenía unos 57 000 genes, el mayor número de cualquier genoma vegetal estudiado hasta la fecha (2010) y más genes que el genoma humano (alrededor de 30 000). Esta nueva comprensión del genoma de la manzana ayudará a los científicos a identificar genes y variantes genéticas que contribuyan a la resistencia a enfermedades y sequía, y otras características deseables. Comprender los genes detrás de estas características ayudará a los científicos a realizar una cría selectiva. La secuencia del genoma también proporcionó pruebas de que Malus sieversii era el ancestro salvaje de la manzana doméstica, un tema que había sido largamente debatido en la comunidad científica.

## Origen e historia
Los manzanos son originarios de Asia Central, específicamente de los bosques de la cordillera Tian Shan, en la frontera entre las actuales China, Kazajistán y Kirguistán. Una tradición túrquica dice que la manzana proviene de la zona de Almá-Atá o Almatý, antigua capital de Kazajistán, cuyo nombre es la forma adjetivada del sustantivo «manzana» en kazajo. La especie progenitora del manzano cultivado es Malus sieversii que fue domesticado unos cinco mil años antes de nuestra era en Asia Central desde donde, por la Ruta de la Seda, llegó a Europa y a Asia Oriental. En esa ruta tuvo lugar la hibridación e introgresión con los manzanos silvestres de Siberia (M. baccata), Cáucaso (M. orientalis) y Europa (M. sylvestris). Solo los árboles de M. sieversii que crecen en el lado occidental de las montañas Tian Shan contribuyeron genéticamente a la especie domesticada, no a la población aislada en el lado oriental.
Las manzanas blandas chinas, como M. asiatica y M. prunifolia, se han cultivado como manzanas de postre durante más de dos mil años en China. Se cree que estos son híbridos entre M. baccata y M. sieversii en Kazajistán.
Entre los rasgos seleccionados por los cultivadores humanos se encuentran el tamaño, la acidez de la fruta, el color, la firmeza y el azúcar soluble. Inusualmente para las frutas domesticadas, la forma salvaje de M. sieversii es solo ligeramente más pequeña que la manzana domesticada moderna.
En el yacimiento de Sammardenchia-Cueis cerca de Udine en el noreste de Italia, se han encontrado semillas de algún tipo de manzana datadas alrededor del 4000 a. C. El análisis genético aún no se ha utilizado con éxito para determinar si tales manzanas antiguas eran Malus sylvestris o Malus domesticus con ascendencia de Malus sieversii. Generalmente también es difícil distinguir en el registro arqueológico entre manzanas silvestres recolectadas y plantaciones de manzanas.
Hay evidencia indirecta de su cultivo en el tercer milenio a. C. en Oriente Medio. Hubo una producción sustancial de manzanas en la antigüedad clásica europea, y es evidente que entonces ya se conocía el método del injerto, aunque no está claro cuándo se descubrió. Este método es una parte esencial de la producción moderna, para poder propagar los mejores cultivares.
Las manzanas de invierno, recogidas a finales de otoño y almacenadas justo por encima del punto de congelación, han sido un alimento importante en Asia y Europa durante milenios.[cita requerida]
En América fue introducido por los colonizadores europeos entre los siglos XVI en la América española y XVII en las colonias inglesas de América del Norte, cuyo primer huerto de manzanas fue plantado por el reverendo William Blaxton en Boston, en 1625. Las únicas manzanas nativas de América del Norte eran las silvestres del género Malus que una vez fueron llamadas "manzanas comunes". Los cultivares introducidos como semillas desde Europa se extendieron a lo largo de las rutas comerciales de los nativos americanos, además de ser cultivados en granjas coloniales. Un catálogo de 1845 de viveros de manzanas de los Estados Unidos vendió 350 de los «mejores» cultivares, mostrando la proliferación de nuevos cultivares de América del Norte a principios del siglo XIX. En el siglo XX, se desarrollaron los proyectos de riego en el este de Washington y permitieron el auge de la multimillonaria industria fructífera, de la cual la manzana es el producto líder. De las muchas plantas del Viejo Mundo que los españoles introdujeron en el archipiélago de Chiloé en el siglo XVI, los manzanos se adaptaron especialmente bien.
Hasta el siglo XX, los agricultores almacenaban las manzanas en bodegas a prueba de heladas durante el invierno para su propio uso o para la venta. La mejora del transporte de manzanas frescas por tren y carretera reemplazó la necesidad de almacenamiento. Las instalaciones de atmósfera controlada se utilizan para mantener las manzanas frescas durante todo el año mediante una humedad alta, niveles de oxígeno bajos y niveles controlados de dióxido de carbono. Se utilizaron por primera vez en los Estados Unidos en la década de 1960.

## La manzana en la historia y simbología

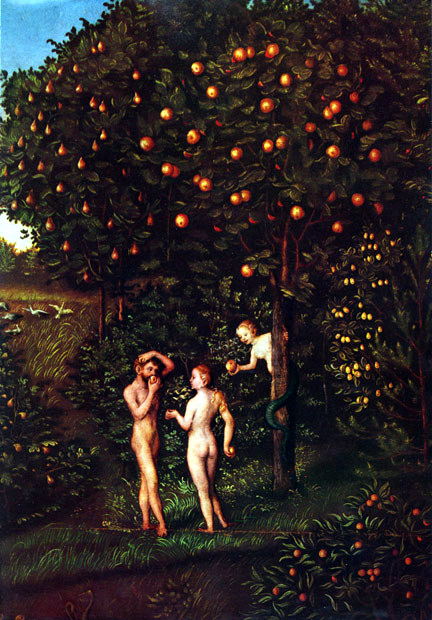
Árbol del conocimiento, pintado por Lucas Cranach como un manzano.

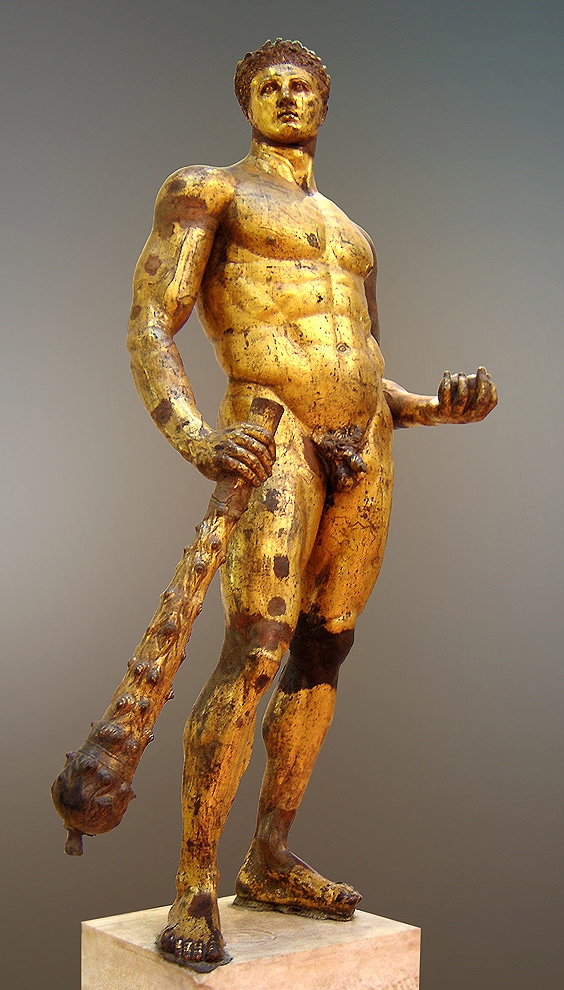
Hércules portando la manzana de las Hespérides, estatua de bronce dorado romano del siglo II a. C.

### Paganismo germánico
En la mitología nórdica, la diosa Iðunn es retratada en la Edda prosaica (escrita en el siglo XIII por Snorri Sturluson) como suministradora de manzanas a los dioses que dan la eterna juventud. La erudita inglesa H. R. Ellis Davidson vincula las manzanas con las prácticas religiosas en el paganismo germánico, a partir de la cual se desarrolló el paganismo nórdico. Señala que se encontraron cubos de manzanas en el lugar de entierro de los barcos de Oseberg en Noruega, que se han encontrado frutos y frutos secos (ya que se ha descrito que se transforman en una nuez en los Skáldskaparmál) en las primeras tumbas de los pueblos germánicos de Inglaterra y en otros lugares del continente europeo, que pueden haber tenido un significado simbólico, y que las nueces siguen siendo un símbolo reconocido de la fertilidad en el suroeste de Inglaterra.
Davidson señala una conexión entre las manzanas y los Vanir, una tribu de dioses asociados con la fertilidad en la mitología nórdica, citando el ejemplo de once "manzanas doradas" que Skírnir, quien estaba actuando como mensajero del dios principal Vanir Frey, entregó para cortejar a la hermosa Gerðr en las estrofas 19 y 20 de Skírnismál. 
Davidson también señala una conexión adicional entre la fertilidad y las manzanas en la mitología nórdica en el capítulo 2 de la saga völsunga: cuando la diosa mayor Frigg envía una manzana al rey Rerir después de orar a Odín por un niño, el mensajero de Frigg (disfrazado de cuervo) deja caer la manzana en su regazo mientras se sienta encima de un montículo. El consumo de la manzana por parte de la esposa de Rerir da como resultado un embarazo de seis años y el nacimiento (por cesárea) de su hijo, el héroe Völsung.
Además, Davidson señala la "extraña" frase "Manzanas de Hel" utilizada en un poema del siglo XI por el escaldo Thorbiorn Brúnarson. Afirma que esto puede implicar que Brúnarson pensaba que la manzana era el alimento de los muertos. También señala que la diosa potencialmente germánica Nehalennia a veces se representa con manzanas y que existen paralelismos en las primeras historias irlandesas. Davidson afirma que, si bien el cultivo de la manzana en el norte de Europa se remonta al menos a la época del Imperio romano y llegó a Europa desde el Oriente Próximo, las variedades nativas de manzanos que crecen en el norte de Europa son pequeñas y amargas. Davidson concluye que en la figura de Iðunn «debemos tener un débil reflejo de un símbolo antiguo: el de la diosa guardiana del fruto vivificante del otro mundo».

### Mitología griega
Las manzanas aparecen en muchas tradiciones religiosas, a menudo como una fruta mística o prohibida. Uno de los problemas para identificar manzanas en religión, mitología y cuentos populares es que la palabra "manzana" se utilizó como un término genérico para todas las frutas (extranjeras), excepto las bayas, incluidas las nueces, ya en el siglo XVII. Por ejemplo, en la mitología griega, el héroe griego Heracles, como parte de sus Doce Trabajos, estaba obligado a viajar al Jardín de las Hespérides y recoger las manzanas doradas del árbol de la vida que crecían en su centro.
La diosa griega de la discordia, Eris, se molestó al ser excluida de la boda de Peleo y Tetis. En represalia, arrojó una manzana dorada (Kalliste, a veces transliterado Kallisti, "Para la más hermosa") en la fiesta de bodas. Tres diosas reclamaron la manzana: Hera, Atenea y Afrodita. Paris de Troya fue nombrado para seleccionar a la destinataria. Después de ser sobornado por Hera y Atenea, Afrodita lo tentó con la mujer más bella del mundo, Helena de Esparta. Otorgó la manzana a Afrodita, causando así indirectamente la Guerra de Troya.
Por tanto, en la antigua Grecia la manzana era considerada sagrada para Afrodita. Lanzar una manzana a alguien era declarar simbólicamente el amor de uno; y de manera similar, atraparlo era mostrar simbólicamente la aceptación de ese amor. Un epigrama que reivindica la autoría de Platón afirma:

Te tiro la manzana, y si estás dispuesta a amarme, tómala y comparte conmigo tu niñez; pero si tus pensamientos son lo que ruego que no sean, tómala y considera cuán efímera es la belleza.
  —Platón, Epigrama VII

Atalanta, también de la mitología griega, corrió con todos sus pretendientes en un intento por evitar el matrimonio. Ella superó a todos menos a Hipómenes (también conocido como Melanion, un nombre posiblemente derivado de melón, la palabra griega para «manzana» y fruta en general), quien la derrotó con astucia, no con velocidad. Hipómenes sabía que no podía ganar en una carrera justa, por lo que usó tres manzanas de oro (obsequios de Afrodita, la diosa del amor) para distraer a Atalanta. Se necesitaron las tres manzanas y toda su velocidad, pero Hipómenes finalmente tuvo éxito, ganando la carrera y la mano de Atalanta.

### Arte cristiano
Aunque no se identifica el fruto prohibido del Edén en el Libro del Génesis, la tradición cristiana popular ha sostenido que fue una manzana con la que Eva engatusó a Adán. El origen de la identificación popular con un fruto desconocido en el Medio Oriente en la época bíblica se encuentra, según algunos comentaristas, en la confusión entre las palabras latinas mālum (manzana) y malum (mal), una vez que se perdió la distinción entre vocales largas y breves.
Los pintores renacentistas también pueden haber sido influenciados por la historia de las manzanas doradas en el Jardín de Hespérides. Como resultado, en la historia de Adán y Eva, la manzana se convirtió en un símbolo para el conocimiento, la inmortalidad, la tentación, la caída del hombre en el pecado y el pecado mismo. La laringe en la garganta humana ha sido llamada la "manzana de Adán" debido a la noción de que fue causada por la fruta prohibida que quedó en su garganta. La manzana como símbolo de la seducción sexual se ha utilizado para implicar la sexualidad humana, posiblemente de forma irónica.

### Proverbios
La presencia de esta fruta en la mesa europea y su relación con el pecado original, llevó a la creación de numerosos refranes en el español, entre ellos: 
- Adán comió la manzana y todavía nos duelen las muelas

- la manzana podrida pudre a su vecina
- las manzanas dellas hay dulces y dellas agrias
- mujeres y manzanas, muchas hay podridas que parecen sanas
- por San Miguel trisca la nuez, y la manzana después
- la manzana no cae lejos de su árbol

El proverbio usado en el mundo de habla inglesa, "Una manzana al día mantiene alejado al médico", se remonta a Gales durante el siglo XIX. En español se convirtió en: "una manzana cada día, de médico te ahorraría". A pesar del proverbio, no hay evidencia de que comer una manzana diariamente tenga efectos significativos en la salud.

## Cultivo

### Cría
Muchos manzanos crecen fácilmente a partir de semillas. Sin embargo, a diferencia de lo que ocurre con la mayoría de los frutos perennes, deben propagarse asexualmente para obtener la dulzura y otras características deseables de los progenitores. Esto se debe a que los manzanos obtenidos de este modo son un ejemplo de "heterocigotos extremos", ya que en lugar de heredar genes de sus padres para crear una nueva planta con características parentales, son significativamente diferentes, tal vez para competir con las muchas plagas. Los cultivares triploideos tienen una barrera reproductiva adicional en el que tres conjuntos de cromosomas no pueden dividirse uniformemente durante la meiosis, lo que produce una segregación desigual de los cromosomas (aneuploides). Incluso en el caso de que una planta triploide pueda producir una semilla (las manzanas son un ejemplo), ocurre con poca frecuencia, y las plántulas rara vez sobreviven.
Debido a que las manzanas no se reproducen cuando se plantan de semilla, y aunque los esquejes pueden echar raíces, crecer adecuadamente y vivir durante un siglo, generalmente se utiliza el injerto. El portainjerto utilizado para el injerto se puede seleccionar para producir árboles de muy diferentes tamaños, así como para cambiar la resistencia a las inclemencias del invierno, a insectos y enfermedades, y la preferencia del suelo del árbol resultante. Los portainjertos enanos se pueden utilizar para producir árboles muy pequeños (menos de 3 m de altura en la madurez), que fructifican mucho antes en su ciclo vital que los árboles de tamaño normal, y son más fáciles de cosechar. Los portainjertos enanos en manzanos se remontan al año 300 a. C., en la zona de Persia y Asia Menor. Alejandro Magno envió muestras de manzanos enanos al Liceo de Aristóteles. Estos portainjertos enanos se hicieron habituales durante el siglo XV y más tarde pasaron por varios ciclos de popularidad y declive en todo el mundo. La mayoría de los portainjertos utilizados hoy en día para controlar el tamaño de los manzanos se desarrollaron en Inglaterra a principios de 1900. La Estación de Investigación de East Malling llevó a cabo una extensa investigación sobre portainjertos, y hoy en día sus portainjertos reciben el prefijo "M" para designar su origen. Los marcados con el prefijo "MM" son cultivares de la serie Malling posteriormente cruzados con árboles de 'Northern Spy' en Merton, Inglaterra.
La mayoría de los nuevos cultivares de manzano proceden de plántulas, que nacen por casualidad o se crían cruzando deliberadamente cultivares con características prometedoras. Las palabras "seedling", "pippin" y "kernel" en el nombre de un cultivar sugiere que se originó como una plántula. Los manzanos también pueden formar portes (mutaciones en una sola rama). Algunos resultan ser variedades mejoradas del progenitor. Otros difieren lo suficiente del árbol padre como para ser considerados nuevos cultivares.
Desde la década de 1930, la Estación Experimental Excélsior en la Universidad de Minnesota ha introducido una progresión constante de manzanos importantes que son ampliamente cultivados, tanto comercialmente como por horticultores locales, en todo Minnesota y Wisconsin. Entre sus contribuciones más importantes se encuentran las variedades 'Haralson' (el más cultivado en Minnesota), 'Wealthy', 'Honeygold', y 'Honeycrisp'.
Las manzanas se han aclimatado en Ecuador a altitudes muy elevadas donde a menudo, con los factores necesarios, dan cosechas dos veces al año gracias a las constantes condiciones templadas durante todo el año.

### Polinización

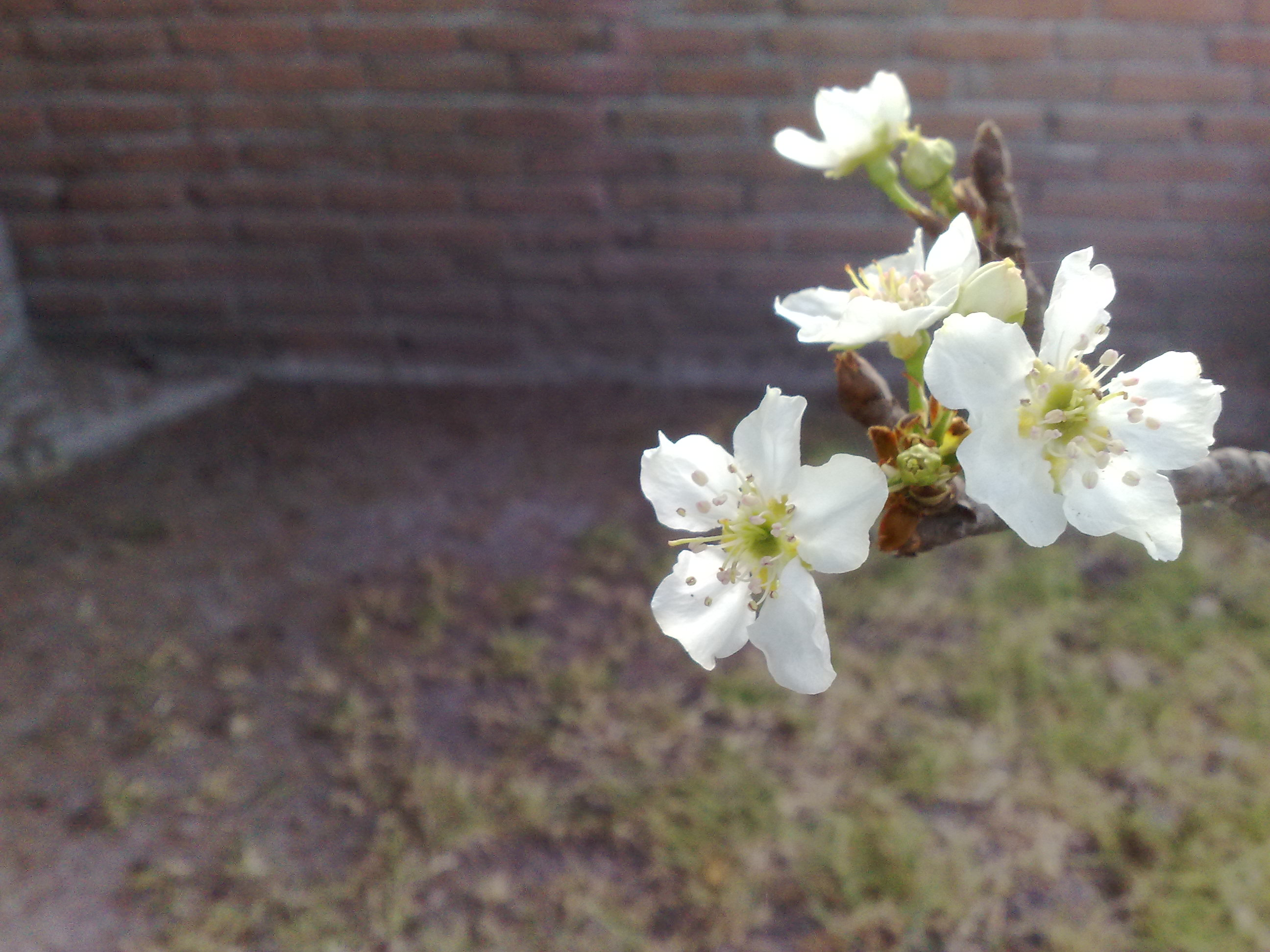
Flor del manzano

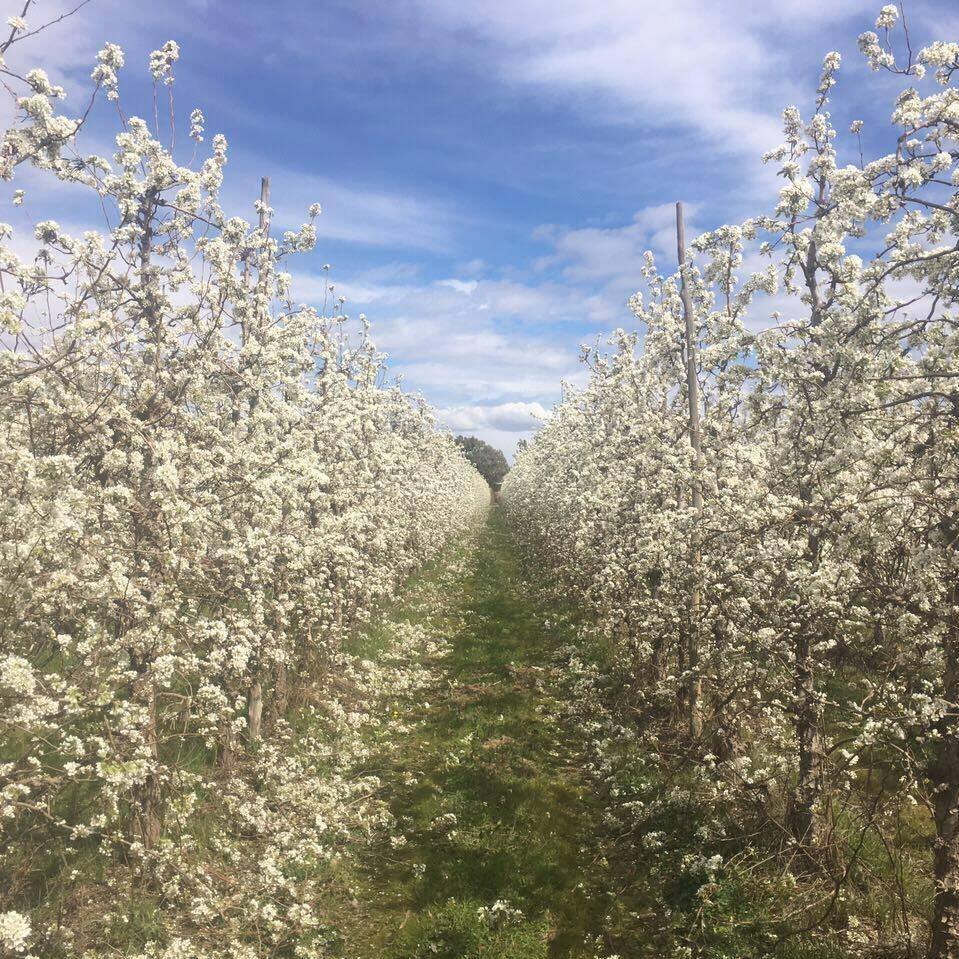
Floración de manzanos del Alto Valle de Argentina

Los manzanos son autoincompatibles; se debe recurrir a la polinización cruzada para la fructificación. Durante cada temporada de floración, los cultivadores a menudo utilizan polinizadores para transportar el polen. Las abejas de miel son las que se utilizan con mayor frecuencia. Las abejas albañil también se utilizan como polinizadores suplementarios en huertos comerciales. Las reinas de los abejorros a veces están presentes en los huertos, pero no en cantidad suficiente como para ser polinizadores significativos.
Hay de cuatro a siete grupos de polinización en manzanos, dependiendo del clima:
- Grupo A – Floración temprana (del 1 al 3 de mayo en Inglaterra), ('Gravenstein', 'Red Astrachan')
- Grupo B – 4 a 7 de mayo ('Idared', 'McIntosh')
- Grupo C – Floración de mitad de temporada, del 8 al 11 de mayo ('Granny Smith','Cox's Orange Pippin')
- Grupo D – Floración de mediados/finales de temporada, del 12 al 15 de mayo ('Golden Delicious', 'Calville blanc d'hiver')
- Grupo E – Floración tardía, del 16 al 18 de mayo ('Braeburn','Reinette d'Orléans')
- Grupo F – 19 al 23 de mayo ('Suntan')
- Grupo H – 24 a 28 de mayo ('Court-Pendu Gris' – también llamado Court-Pendu plat)

Un cultivar puede ser polinizado por otro cultivar compatible del mismo grupo o cercano (A con A, o A con B, pero no A con C o D).
Los cultivares a veces se clasifican por el día de floración máxima en el período de floración promedio de 30 días, con polinizadores seleccionados de los cultivares dentro de un período de superposición de 6 días. 

### Maduración y cosecha
Los cultivares varían en cuanto a producción y estatura final del árbol, incluso aunque crezcan sobre el mismo portainjerto. Algunos, si no se podan, crecen mucho, lo que les permite dar más frutos, pero dificulta la cosecha. Dependiendo de la densidad de los árboles (número de árboles plantados por unidad de superficie), los árboles maduros suelen soportar de 40 a 200 kg de manzanas al año, aunque la productividad puede ser cercana a cero en años pobres. Las manzanas se cosechan utilizando escaleras de tres puntos que están diseñadas para caber entre las ramas. Los árboles injertados en portainjertos enanos dan alrededor de 10 a 80 kg de fruta por año.
Los frutos maduran en diferentes épocas del año según el cultivar. Entre los que producen su cosecha en verano se encuentran: 'Gala', 'Golden Supreme', 'McIntosh', 'Transparent', 'Primate', 'Sweet Bough' y 'Duchess'; entre los de otoño: 'Fuji', 'Jonagold', 'Golden Delicious', 'Red Delicious', 'Chenango', 'Gravenstein', 'Wealthy', 'McIntosh', 'Snow' y 'Blenheim'; los de invierno:'Winesap', 'Granny Smith', 'King', 'Wagener', 'Swayzie', 'Greening' y 'Tolman Sweet'.

### Almacenamiento

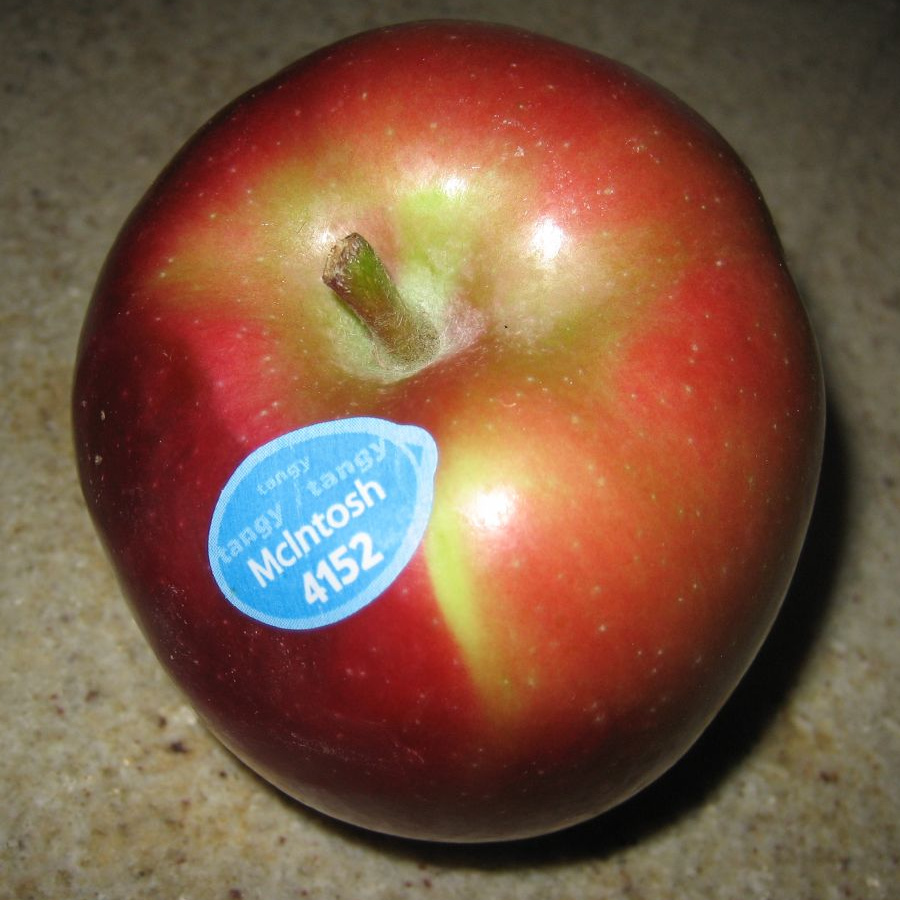
La manzana McIntosh es uno de los pocos cultivares que no tolera temperaturas de 0 °C durante la conservación, debiéndose almacenar a 4 °C.

La manzana es un fruto climatérico, cuya vida en postcosecha en condiciones de conservación óptimas varía entre dos y ocho meses, según las variedades, con lo cual la manzana se cuenta, junto con el kiwi y las peras de invierno, entre aquellos frutos que admiten un almacenamiento más prolongado en cámara de frío, conservando buena parte de su valor nutritivo. Las manzanas de cosecha más tardía, recolectadas hacia principios de otoño y conservadas en cámaras por encima del punto de congelación, han sido un destacado alimento durante milenios en Asia, Europa y en Estados Unidos desde el siglo XIX.
Las manzanas requieren temperaturas próximas a 0 °C (salvo en unas pocas variedades susceptibles a daño por frío, como Yellow Newton Pippin o McIntosh, que se conservan a 4 °C) para su conservación industrial, con humedad relativa de 90-95 %, suplementadas con atmósferas controladas u otras tecnologías, como el 1-metilciclopropeno.
Comercialmente, las manzanas se pueden almacenar durante algunos meses en cámaras de atmósfera controlada para retrasar la maduración inducida por etileno. Normalmente se almacenan en cámaras con mayores concentraciones de dióxido de carbono y alta filtración de aire.
Para el almacenamiento en el hogar, la mayoría se pueden mantener durante aproximadamente dos semanas cuando se mantienen en la parte más fresca del refrigerador (es decir, por debajo de 5 °C). Algunas se pueden almacenar hasta un año sin una degradación significativa. Algunas variedades (por ejemplo, 'Granny Smith' y 'Fuji') se pueden almacenar tres veces más tiempo.
Las manzanas no orgánicas se pueden rociar con 1-Metilciclopropeno bloqueando los receptores de etileno, impidiendo temporalmente que maduren.
En el caso contrario, si lo que se quiere es hacerlas madurar rápidamente, lo mejor es dejarlas al aire libre. Esta fruta madura entre 6 y 10 veces más rápido a temperatura ambiente que en el refrigerador.

### Plagas y enfermedades
Los manzanos son susceptibles a una serie de enfermedades fúngicas, bacterianas y plagas de insectos. Muchos huertos comerciales persiguen un programa de aerosoles químicos para mantener una óptima calidad de fruta,  árboles saludables y producciones altas. Se prohíbe el uso de pesticidas sintéticos, aunque se permiten algunos pesticidas más antiguos. Los métodos orgánicos incluyen por ejemplo, la introducción de su depredador natural para reducir la población de una plaga en particular.
Una amplia variedad de plagas y enfermedades puede afectar a la planta. Tres de las enfermedades o plagas más comunes son el moho, los pulgones y la sarna.
- Mildiu: se caracteriza por manchas polvorientas de color gris claro que aparecen en las hojas, brotes y flores, normalmente en primavera. Las flores se vuelven de color amarillo cremoso y no se desarrollan correctamente. Se trata de forma similar a la Botryotinia, eliminando las condiciones que causan la enfermedad y quemando las plantas infectadas.[58]
- Áfidos: son pequeños insectos. Normalmente cinco especies atacan las manzanas: pulgón de grano de manzana, pulgón de manzana rosada, pulgón de manzana, pulgón de espiga y pulgón de manzana lanca. Cada especie se puede identificar por el color, época del año, y por diferencias en las cornisas (pequeñas proyecciones emparejadas de su parte trasera).[58] Los áfidos se alimentan del follaje usando las partes de su boca en forma de aguja para aspirar los jugos de la planta. Cuando están presentes en grandes cantidades, ciertas especies reducen el crecimiento y el vigor de los árboles.[59]
- Sarna del manzano: es una enfermedad fúngica que hace que las hojas desarrollen manchas de color marrón oliva con una textura aterciopelada que más tarde se vuelven marrones y con un aspecto similar al corcho. La enfermedad también afecta a la fruta, que también desarrolla los mismos síntomas. Los hongos que producen la enfermedad crecen en hojas viejas esparcidas por el suelo, se propagan durante el clima cálido de primavera infectando el crecimiento del año siguiente.[60]

Entre los problemas más graves se encuentran una enfermedad llamada fuego bacteriano, y dos enfermedades fúngicas: el óxido de Gymnosporangium y la mancha negra. Otras plagas que afectan a los manzanos son las polillas de Codling y los gusanos de manzana. Los manzanos jóvenes también son propensos a ataques de mamíferos como ratones y ciervos, que se alimentan de la corteza suave de los árboles, especialmente en invierno. Las larvas de la polilla Synanthedon myopaeformis barrenan la corteza y el floema de los manzanos, causando daños significativos.

## Variedades/cultivares

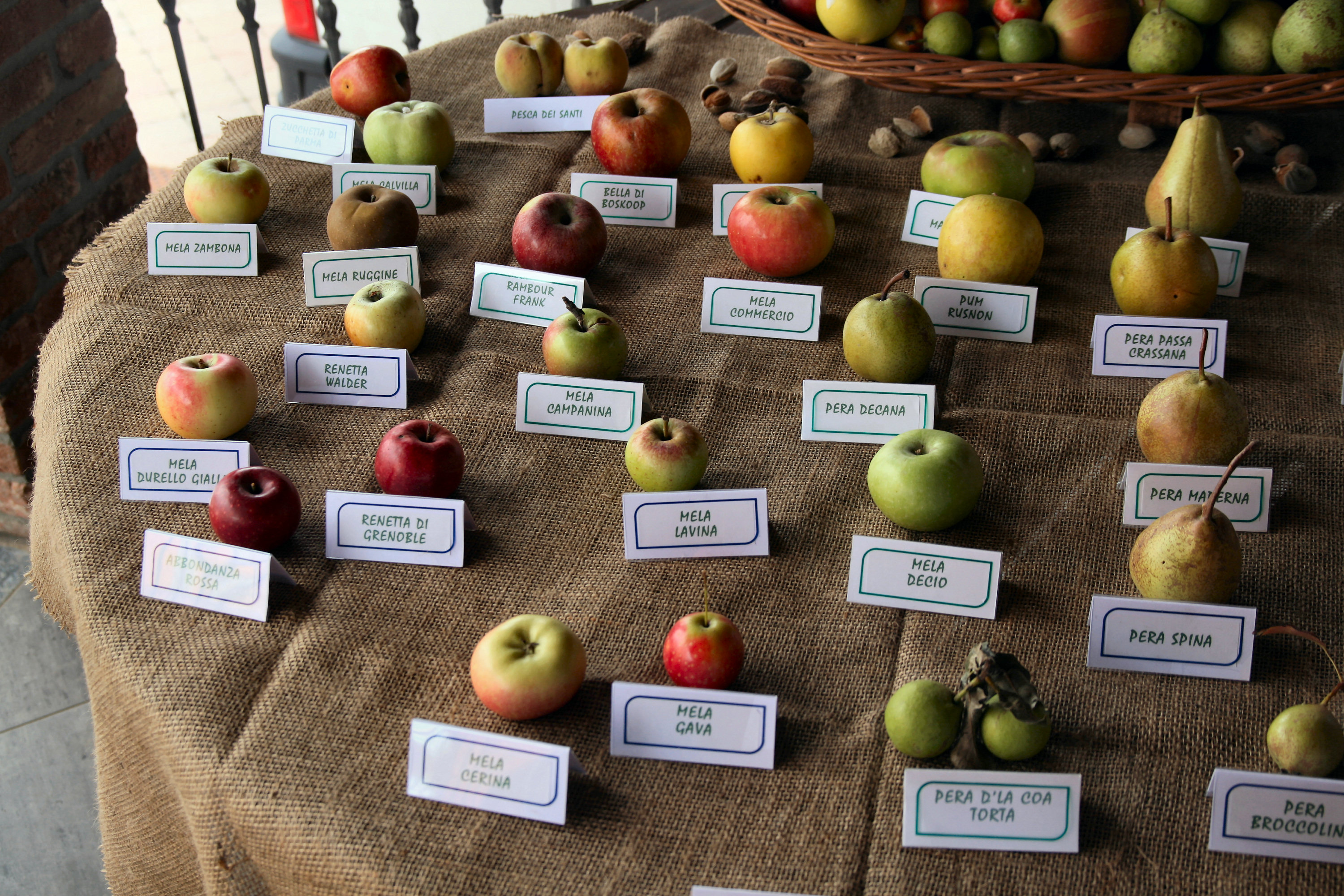
Diferentes variedades

Se conocen más de 7. 500 variedades de manzanas, aunque el número que se  comercializa son aproximadamente 25. Paulatinamente se están desarrollando nuevas variedades, mutaciones de otros cultivares anteriores. Las diferentes variedades se distribuyen preferentemente en zonas de climas templado-fríos, pues es una de las especies frutales que requiere mayor cantidad de horas de frío (temperaturas inferiores a 7 °C) durante el periodo de dormancia (descanso invernal). Aunque en promedio los cultivares requieren unas 1300 horas de frío, existen cultivares utilizados en zonas subtropicales que requieren tan solo de 100 a 200 horas (por ejemplo, 'Anna').[cita requerida] Se pueden almacenar hasta varios meses y no pierden su frescura. De hecho, los productores cosechan durante la temporada y luego las almacenan hasta un año en instalaciones especialmente creadas para evitar el proceso de maduración excesivo. En algunas zonas de España se le suele llamar pero cuando tiene forma alargada.
Los cultivares varían en su rendimiento y el tamaño final del árbol, incluso cuando se cultivan en el mismo portainjerto. Diferentes cultivares están disponibles para climas templados y subtropicales. La Colección Nacional de Frutas del Reino Unido, que es responsabilidad del Departamento de Medio Ambiente, Alimentación y Asuntos Rurales, incluye una colección de más de 2000 cultivares de manzano en Kent. La Universidad de Reading, que es responsable de desarrollar la base de datos nacional de recopilación del Reino Unido, proporciona acceso a la búsqueda en la colección nacional. El trabajo de la Universidad de Reading forma parte del Programa Cooperativo Europeo de Recursos Fitogenéticos, del que participan 38 países en el grupo de trabajo Malus/Pyrus.
Los cultivares de manzana comercialmente populares son blandas pero crujientes. Otras cualidades deseables en la cría de manzana comercial moderna son una piel colorida, ausencia de oxidación, facilidad de envío, capacidad de almacenamiento largo, altos rendimientos, resistencia a enfermedades, forma de manzana común, y sabor desarrollado. Las manzanas modernas son generalmente más dulces que los cultivares más antiguos, ya que el gusto popular ha variado con el tiempo. La mayoría de los norteamericanos y europeos prefieren manzanas dulces y subácidas, pero las ácidas tienen el apoyo de una minoría fuerte. Las manzanas extremadamente dulces con apenas sabor ácido son populares en Asia, especialmente en el subcontinente indio.
Los cultivares antiguos a menudo tienen una forma extraña, color rojizo y crecen en una variedad de texturas y colores. Algunos encuentran que tienen mejor sabor que los cultivares modernos, pero pueden tener otros problemas que los hacen comercialmente inviables: bajo rendimiento, susceptibilidad a las enfermedades, mala tolerancia para el almacenamiento o el transporte, o simplemente ser del tamaño "equivocado". Algunos cultivares antiguos todavía se producen a gran escala, pero muchos han sido preservados por jardineros particulares y agricultores que venden directamente a los mercados locales. Existen muchos cultivares inusuales y de importancia local con su propio sabor y apariencia únicos; campañas de conservación de manzanas han surgido en todo el mundo para preservarlos de la extinción. En el Reino Unido, los cultivares antiguos como 'Cox's Orange Pippin' y 'Egremont Russet' siguen siendo comercialmente importantes a pesar de que según los estándares modernos son de bajo rendimiento y susceptibles a las enfermedades.
La base de datos nacional de recogida de frutas del Reino Unido contiene mucha información sobre las características y el origen de muchas manzanas, incluidos los nombres alternativos para lo que es esencialmente el mismo cultivar "genético". La mayoría se dedican al consumo en crudo, aunque otros son específicamente para cocinar o producir sidra. Las manzanas de sidra son típicamente demasiado ácidas y astringentes para comer frescas, pero le dan a la bebida un sabor rico que las manzanas de postre no pueden.

### Variedades con denominación de origen, sidra de Asturias
La Sidra de Asturias es una denominación de origen protegida. Su elaboración se realiza exclusivamente con manzanas de las variedades comprendidas en nueve bloques tecnológicos según la acidez y la concentración de compuestos fenólicos. Los bloques son: dulce, dulce-amargo, ácido, semiácido, amargo, semiácido-amargo, amargo-semiácido, ácido-amargo y amargo-ácido.

Otras características que también se tienen en cuenta para elegir las variedades son el vigor, la época de floración, la producción, sensibilidad a hongos y la época de maduración.

### Otras especies denominadas manzanas
Además de las especies del género Malus, otras especies de árboles y arbustos de diferentes géneros producen frutos que también se denominan comúnmente "manzana" en sus lugares de origen, debido a su apariencia similar a las verdaderas manzanas.
- La "manzana" mexicana, o tejolote (fruto de la especie Crataegus mexicana)
- La "manzana" Guagra o manzanita cerote (fruto de la especie Hesperomeles obtusifolia)
- La "manzana" Kei, o umkokola (fruto de la especie Dovyalis caffra)
- La "manzana" de agua (fruto de la especie Syzygium malaccense)
- La "manzana" de Java (fruto de la especie Syzygium samarangense)
- La "manzana" pomarrosa (fruto de la especie Syzygium jambos)
- La "manzana" de playa, o toco (fruto de la especie Crateva tapia)
- La "manzana" sapote, o sapote blanco (fruto de la especie Casimiroa edulis)
- La "manzana" de madera, o limonia (fruto de la especie Limonia acidissima)
- La "manzana" Guayaba (fruto de la especie Psidium guajava)

## Nutrición
Una manzana cruda es 86% agua y 14% carbohidratos, con un contenido insignificante de grasa y proteína. Una porción de referencia de una manzana cruda con una piel que pesa 100 gramos aporta 52 calorías y un contenido moderado de fibra dietética. De lo contrario, hay bajo contenido de micronutrientes, con los valores diarios de todos cayendo por debajo del 10%, lo que indica una fuente de alimentos nutricionalmente pobre.

## Componentes principales
- Pectinas: Actúan como una fibra soluble. Ayudan a la disolución del colesterol y constituyen compuestos de interés en la lucha contra la diabetes.
- Aminoácidos: Cisteína (componente de los tejidos, elimina las toxinas del hígado); glicina (antiácido natural y responsable del sistema inmunitario) arginina (necesaria para el crecimiento muscular y la reparación de los tejidos, responsable junto a la glicina del sistema inmunitario). Histidina (vasodilatador y estimulador del jugo gástrico. Combate la anemia, la artritis y es muy útil para las úlceras). Isoleucina (necesaria para un crecimiento adecuado y para el equilibrio del nitrógeno). Lisina (interviene en la producción de anticuerpos, la construcción de los tejidos y la absorción del calcio). Serina (ayuda a fortalecer el sistema inmunitario). Valina (favorece el crecimiento infantil e interviene en el equilibrio del nitrógeno). Metionina (necesaria para la producción de la cisteína, ayuda a combatir el colesterol).
- Ácidos: glutamínico (antiulceroso, tónico, incrementa la capacidad mental), linoleico (Vitamina F), málico, oleico, palmítico y cafeico.
- Azúcares: fructosa, glucosa y sacarosa.
- Catequinas.
- Quercetina.
- Ácido ursólico.
- Sorbitol.
- Fibra.
- Elementos: calcio, hierro, magnesio, nitrógeno, fósforo, potasio y zinc.

### Toxicidad
La manzana carece de toxicidad, si exceptuamos la ingestión de sus semillas que, como en todas las rosáceas, contienen ácidos que combinados con los jugos gástricos producen cianuro, aunque la ingesta de éstas tendría que ser muy grande para producir un resultado fatal.

## Usos

### Uso culinario
Esta fruta además de consumirse cruda, se utiliza ampliamente en la gastronomía de muchos países, tanto sola como combinada con diferentes ingredientes en elaboraciones dulces como compota, mermelada y sirope, o salados, acompañando distintos platos de carnes. También se elaboran con ella vinagre y bebidas alcohólicas como la sidra asturiana o el calvados francés.

### Medicinales

#### Uso interno
- Antinflamatoria del aparato digestivo: en casos de inflamación del estómago, intestinos o de las vías urinarias.
- Antiácida: su contenido en pectinas, así como la influencia de la glicina, que es un antiácido natural la hacen muy adecuada para en casos de acidez estomacal.
- Astringente y laxante suave: aunque parezca contradictorio su alto contenido en pectinas la convierten en un buen regulador del aparato del intestino, de manera que se constituye un laxante suave en casos de estreñimiento, especialmente cuando se consume cocinada al horno y a primeras horas de la mañana. Al mismo tiempo el valor absorbente de las pectinas y la fibra que se sitúa principalmente en la piel la hacen ideal en casos de diarrea, gastroenteritis (mal llamada colitis) y en todos aquellos casos en que se manifiesten heces demasiado abundantes y blandas.
- Diurético y depurativa: favorece la eliminación de líquidos corporales, siendo muy adecuada en casos de obesidad, enfermedades reumáticas. Por su contenido en cistina y arginina, así como el ácido málico, resulta muy adecuada para eliminar las toxinas que se almacenan en el cuerpo y que, además de combatir o impedir las enfermedades anteriormente citadas, son muy adecuadas en afecciones como ácido úrico, gota, y el tratamiento de enfermedades relacionadas con los riñones, como los cálculos o la insuficiencia renal.
- Anticatarral: en caso de bronquitis o de tos, así como cuando se tiene el pecho cargado, es muy adecuada esta planta por sus valores expectorantes.
- Anticolesterol: la metionina, su alto contenido en fósforo y su riqueza en fibra soluble resultan fundamentales en el control del colesterol.
- Hipotensora: el valor vasodilatador de la histidina la convierten en un buen aliado para rebajar la presión sanguínea en casos de hipertensión.
- Sedante: por su contenido en fósforo, resulta un alimento con propiedades sedantes, muy adecuado para tomarlo antes de irse a dormir, con lo cual ayuda a dormir mejor.
- Antipirético: para rebajar la fiebre.
- Antitabaco: una dieta a base solo de manzanas durante todo un día puede ayudar a abandonar el hábito de fumar.
- Anticancerígena: por su contenido en catequina y quercetina, dos fitoquímicos que protegen contra la acción de los radicales libres y, junto con las procianidinas, como procianidina A1 (los llamados taninos condensados), tiene propiedades anticancerígenas.[76]
- Antidiabética: estudios científicos recientes atribuyen propiedades antidiabéticas a las semillas de la manzana.[77]

#### Uso externo
- Dolor: para relajar los músculos cansados después de un esfuerzo físico, evitando los dolores y calambres se puede aplicar una loción sobre la zona dolorida con vinagre de manzana.
- Fungicida: el vinagre de sidra puede utilizarse para eliminar los hongos de los pies, evitando la sensación de ardor que muchas veces la acompaña.
- El vinagre de manzana tiene propiedades muy beneficiosas para la salud del oído. Es rico en potasio cuya deficiencia, junto a la de magnesio, zinc y manganeso puede producir sordera. Además hidrata y regenera las mucosas, por lo que puede ayudar a combatir los problemas del oído interno debidos a excesiva sequedad.
- Desodorizante : el vinagre de sidra de manzana puede constituir un buen desodorante para eliminar el olor desagradable que produce el sudor en las axilas.
- Flacidez: se utiliza para realizar masajes de las zonas flácidas y mejorar el aspecto de la piel.
- Manchas en los dientes: la cáscara de este fruto ayuda a quitar manchas de los residuos que dejan el cigarrillo y la vejez en los dientes.

## Producción

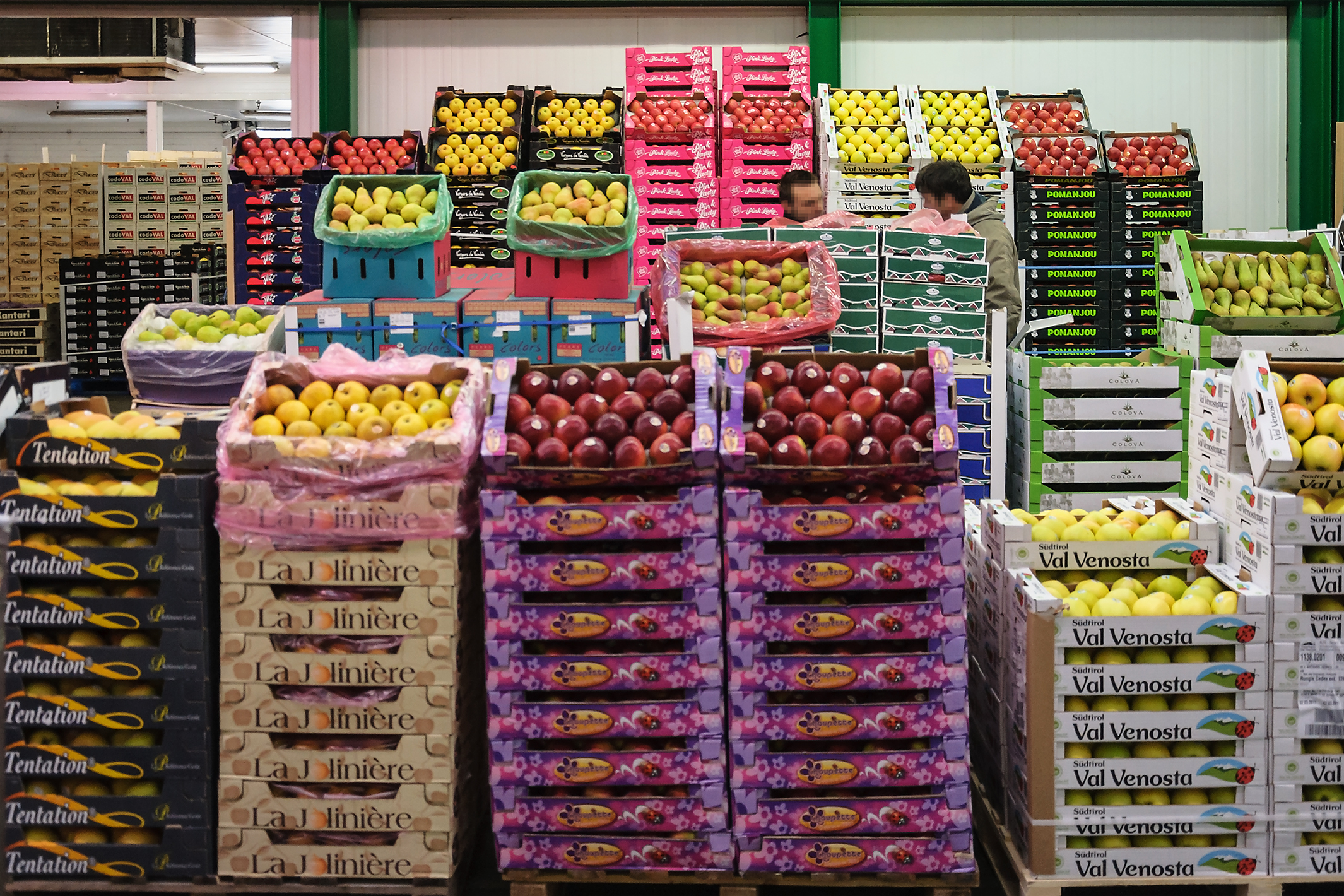
Diferentes cultivares de manzanas empacadas en presentaciones de calidad, en el mercado internacional de Rungis, Francia.

Los productores más importantes de manzana son China, Estados Unidos, Turquía, Polonia e Italia; y juntos representan el 50% de la producción internacional de árboles frutales de hoja caduca. Es una de las frutas más cultivadas del mundo, así en 2005 se produjeron 55 millones de toneladas. De ellas, dos quintas partes fueron de China. Otros grandes productores son Estados Unidos, Turquía, Francia, Italia e Irán. Los productores de Latinoamérica más importantes son Brasil y Chile, ambos con más de 1 millón de toneladas cada uno, producidos principalmente en el sur de (Brasil) y Alto Valle del Río Negro (Argentina), zonas donde el clima y las características del suelo favorecen el cultivo. Las manzanas se han aclimatado en Ecuador a grandes altitudes sobre el nivel del mar, donde proveen cosecha dos veces al año debido a las temperaturas templadas constantes todo el año. Es la segunda fruta más consumida en el mundo con más de 19 libras de manzanas enteras per cápita al año y más de 50 libras de productos derivados, la manzana se encuentra por debajo de la banana, la fruta n.º 1 con más de 28 libras consumidas al año.
Tal vez por esta razón sea la fruta oficial de 6 estados, entre los que se encuentran Nueva York, Minnesota y Washington.
La producción mundial de manzanas en 2018 fue de 86 millones de toneladas, y China producía el 46% del total (tabla). Los productores secundarios fueron los Estados Unidos y Polonia.
| Principales productores de manzana (2018) (toneladas) | Principales productores de manzana (2018) (toneladas) |
| ----------------------------------------------------- | ----------------------------------------------------- |
| China                                                 | 39.233.400                                            |
| Estados Unidos                                        | 4.652.500                                             |
| Polonia                                               | 3.999.523                                             |
| Turquía                                               | 3.625.960                                             |
| Irán                                                  | 2.519.249                                             |
| Italia                                                | 2.414.921                                             |
| India                                                 | 2.327.000                                             |
| Rusia                                                 | 1.859.400                                             |
| Francia                                               | 1.737.412                                             |
| Chile                                                 | 1.727.277                                             |
| Ucrania                                               | 1.462.360                                             |
| Alemania                                              | 1.198.517                                             |
| Brasil                                                | 1.195.007                                             |
| Uzbekistán                                            | 1.130.335                                             |
| Sudáfrica                                             | 829.636                                               |
| Total mundial                                         | 86.142.200                                            |

Fuente

### Libros
- Browning, F. (1999). Manzanas: La historia del fruto de la tentación. Prensa north Point. ISBN 978-0-86547-579-3.
- Mabberley, D.J; Juniper, B.E (2009). La historia de la manzana. Prensa de madera. ISBN 978-1-60469-172-6.
- "Humor y filosofía relacionados con las manzanas". Leer águila. Leyendo, papá. 2 de noviembre de 1933. Consultado el 24 de mayo de 2019.